# Cacops aspidephorus
Cacops aspidephorus és una espècie extinta de tetràpode temnospòndil de la família dels dissoròfids, conegut del Permià inferior de Texas, que aleshores es trobava a prop de l'equador. Feia uns 40 cm de longitud, amb el crani robust i una escotadura òtica relativament enorme, cosa que fa que sigui probablement un dels primers amfibis amb millor oïda. Edwin H. Colbert suggerí que potser era un animal nocturn, com les granotes d'avui en dia. El seu cos és curt, i la seva esquena estava protegida per una doble filera de plaques d'armadura. Les seves potes potents fan que se'l consideri com un animal terrestre, i la seva cua és curta.